# Lloyd Langlois
Pour les articles homonymes, voir Langlois.
Lloyd Langlois, né le 11 novembre 1962 à Sherbrooke, est un skieur acrobatique canadien notamment médaillé de bronze olympique de sauts en 1994. 

## Palmarès

### Jeux olympiques d'hiver
| Édition / Discipline         | Saut acrobatique |
| Calgary 1988 (démonstration) | Bronze           |
| Lillehammer 1994             | Bronze           |

### Championnats du monde
| Édition / Discipline | Saut acrobatique |
| Tignes 1986          | Or               |
| Oberjoch 1989        | Or               |

### Coupe du monde
- Meilleur classement général : 5e en 1993.
- 2 petits globe de cristal :
  - Vainqueur du classement sauts en 1985 et 1993.
- 57 podiums dont 21 victoires en saut acrobatique